# Филиппов, Виталий Павлович
Виталий Павлович Филиппов (23 января 1955, Усть-Каменогорск, Казахская ССР, СССР) — советский хоккеист, защитник, неоднократный призёр чемпионата СССР, мастер спорта СССР международного класса.

## Биография
В.П. Филиппов – воспитанник усть-каменогорского хоккея. Играл в ряде советских клубов высшей лиги: «Динамо» (Москва), «Крылья Советов», «Ижсталь». Всего в высшей лиге провел 192 игры, забил 10 шайб.
Участник чемпионата мира и Европы 1976 года.

## Достижения
- – 2 место в чемпионате СССР – 1977
- – 3 место в чемпионате СССР – 1976
- – Кубок СССР по хоккею с шайбой - 1976
- – 2 место в чемпионате мира – 1976
- – 3 место в чемпионате Европы – 1976